# فيليب سوتشارد
فيليب سوتشارد (بالفرنسية: Philippe Souchard)‏ هو لاعب كرة قدم فرنسي في مركز الهجوم، ولد في 23 ديسمبر 1979 في نيور في فرنسا. لعب مع نادي أنغوليم ونادي راون الرياضي ونادي نيور.